# Ampulex fasciata
Ampulex fasciata là một loài côn trùng cánh màng trong họ Ampulicidae, thuộc chi Ampulex. Loài này được Jurine miêu tả khoa học đầu tiên năm 1807.